# Soehrensia walteri
Soehrensia walteri ist eine Pflanzenart aus der Gattung Soehrensia in der Familie der Kakteengewächse (Cactaceae). Das Artepitheton walteri ehrt den österreichischen Kakteenspezialisten Walter Rausch.

## Beschreibung
Soehrensia walteri bildet in der Regel Gruppen. Die kugelförmigen, grünen Triebe erreichen Durchmesser von bis zu 16 Zentimeter und ebensolche Wuchshöhen. Es sind etwa elf, 1,5 bis 2,5 Zentimeter breite Rippen vorhanden. Die auf ihnen befindlichen Areolen sind weißlich. Aus ihnen entspringen fünf bis 15 – oder mehr – biegbare, nadelige, gelbe Dornen. Sie weisen eine Länge von 1 bis 2,5 Zentimeter auf.
Die glockenförmigen, gelben Blüten duften ein wenig. Sie erscheinen aus den jüngsten Areolen in der Nähe der Triebscheitels und sind am Tag geöffnet. Die Blüten sind 7,5 bis 9 Zentimeter lang und besitzen einen Durchmesser von bis zu 9 Zentimeter. Die kugelförmigen, grünlich gelben Früchte erreichen eine Länge von 1,7 bis 2 Zentimeter und einen Durchmesser von 2 bis 2,5 Zentimeter.

## Verbreitung, Systematik und Gefährdung
Soehrensia walteri ist in der argentinischen Provinz Salta in der Quebrada de Escoipe in Höhenlagen von  2000 bis 2500 Metern verbreitet.
Die Erstbeschreibung als Lobivia walteri durch Roberto Kiesling wurde 1976 veröffentlicht. Boris O. Schlumpberger stellte die Art 2012 in die Gattung Soehrensia. Weitere nomenklatorische Synonyme sind Echinopsis walteri (R.Kiesling) H.Friedrich & Glaetzle (1983), Lobivia huascha var. walteri (R.Kiesling) Rausch (1987) und Trichocereus walteri (R.Kiesling) J.G.Lamb. (1998).
In der Roten Liste gefährdeter Arten der IUCN wird die Art als „Critically Endangered (CR)“, d. h. als vom Aussterben bedroht geführt.

## Nachweise